# Da Bei Yuan

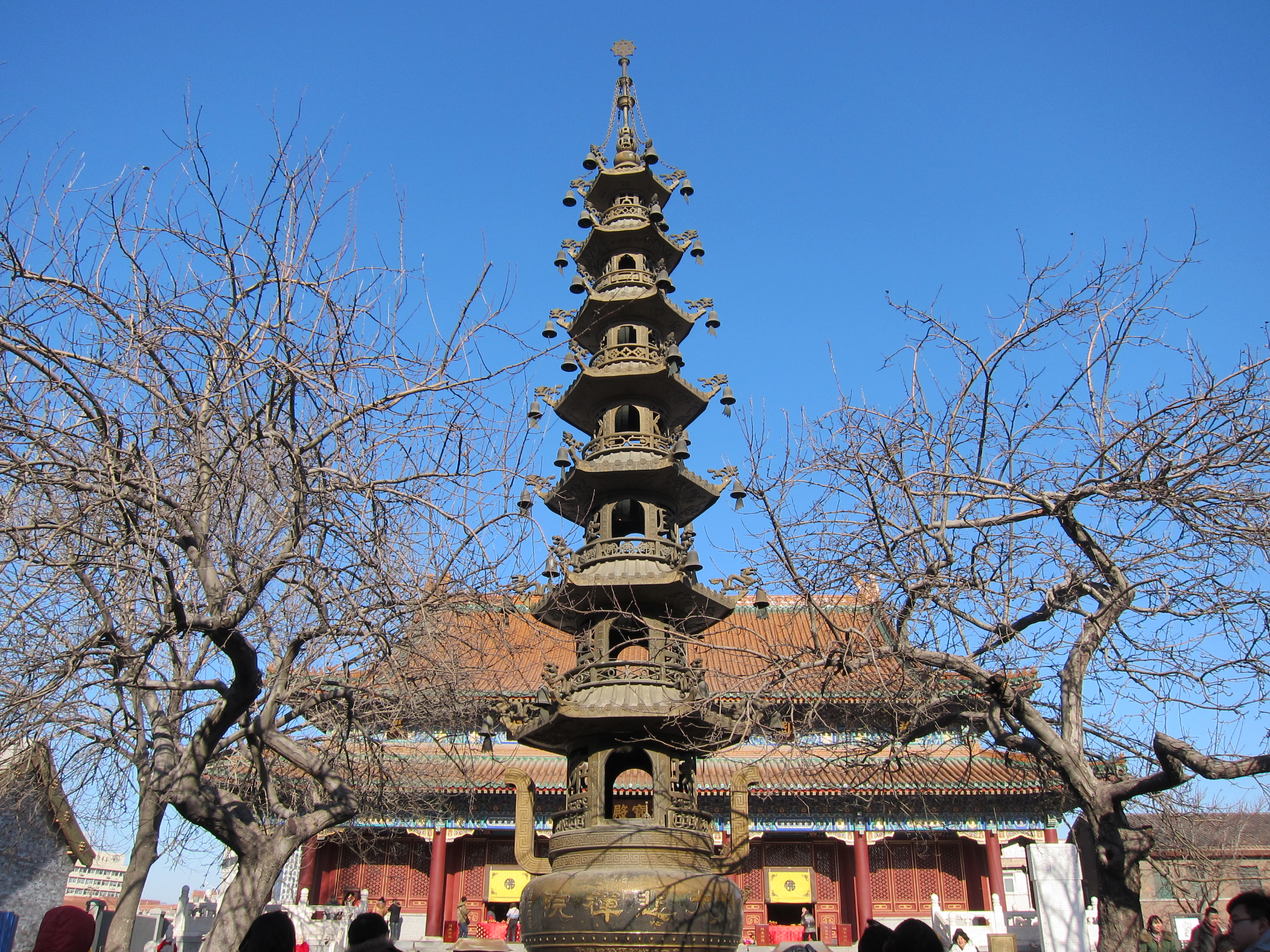
Da Bei Yuan

Da Bei Yuan is een boeddhistische tempel in Tianjin. Het is tijdens de Shunzhi periode van de Qing-dynastie (1643-1661) gebouwd.
De tempel was vroeger beroemd om zijn reliek, de schedel van de monnik Xuanzang. Maar deze werd aan India gegeven in de jaren vijftig en wordt nu in het museum van Patna tentoongesteld.
Tegenwoordig is de tempel een toeristenattractie. De toegangsprijs bedraagt vier renminbi. Het wordt om negen uur 's ochtends geopend en ligt op loopafstand van het centrale treinstation van Tianjin.